# شاغل المنصب
شاغل المنصب هو الشاغل الحالي لمنصب سياسي ما، وعادة ما يستخدم هذا المصطلح في كثير من الأحيان في إشارة إلى الانتخابات التي تجري حالياً، التي ستحدد من يشغل المنصب. فمثلاً في انتخابات الرئاسة الأمريكية 2012 كان باراك أوباما هو شاغل المنصب حين سعى لتجديد ولايته الرئاسية.

## ميزة شاغل المنصب
بشكل عام، شاغل المنصب له مزايا يتفوق بها على منافسيه خلال الانتخابات، على سبيل المثال يمكن أن يقوم الرئيس بتحديد توقيت الانتخابات بدلاً من وضع جدول زمني لها، ويمكن له أيضاً الوصول السهل لتمويل الحملات الانتخابية من الأموال الحكومية، وكذلك استغلال الموارد الحكومية بشكل غير مباشر لتعزيز الحملة الانتخابية، وبسبب عدم وجود ميزة شغل الوظائف يسمى هذا المقعد المتنافس عليه open seat مقعد مفتوح، وغالباً ما تكون هذه المنافسات الأكثر نزاعاً في أي انتخابات.

## ضد شاغل المنصب
ومع ذلك، توجد سيناريوهات لمعارضة شاغل المنصب والمعروفة بمعارضة أصحاب المسؤولية، وتحدث بعض من هذه الحالات عندما يثبت الرئيس الحالي أنه غير مستحق لمنصبه خلال فترة ولايته، ويستغلها لصالحه، ويقوم منافسه بتوضيح هذه الحقيقة للناخبين.